# Rod Taylor
Rodney Sturt "Rod" Taylor (Sydney, 11 de gener de 1930 - Los Angeles, 7 de gener de 2015) fou un actor de cinema i sèries de televisió australià, que es va convertir en galant i estrella de cinema a Hollywood en els anys 1960. En els anys 80 va desenvolupar una carrera televisiva important.

## Carrera
Va començar la seva carrera d'actor a Austràlia, però aviat es va traslladar als Estats Units a la recerca de la fama que no podia trobar al seu país. Ben plantat, aviat va obtenir papers de galant en produccions mitjanament importants, al principi en papers secundaris, destacant la seva aparició a la pel·lícula de George Stevens, Gegant, on figurava en els crèdits com 'Rodney Taylor'.
Va tenir un paper més destacat en la superproducció de la Metro-Goldwyn-Mayer de 1957 L'arbre de la vida de Charles Vidor, una pel·lícula que intentava reprendre els èxits de pel·lícules com Allò que el vent s'endugué, i que seria recordada sobretot per l'accident que va desfigurar la cara de Montgomery Clift durant el seu rodatge. A la pel·lícula Rod Taylor feia de rival de Clift, que era el protagonista de la pel·lícula.
A l'any següent, 1958, va treballar a la pel·lícula de Delbert Mann, Taules separades, on té un paper destacat dins d'una pel·lícula coral que protagonitzaven Burt Lancaster i David Niven. El 1960 va protagonitzar una de les seves pel·lícules més famoses, La màquina del temps, de George Pal, una producció de ciència-ficció de sèrie B, que adaptava la novel·la de H.G. Wells La màquina del temps, on interpreta Herbert George Wells, com a viatger del temps.
El 1963 realitzaria la seva interpretació més recordada, com a protagonista de Els ocells, d'Alfred Hitchcock, en la qual compartia protagonisme amb l'actriu Tippi Hedren. Aquell mateix any també treballaria junt amb Jane Fonda a la pel·lícula Sunday in New York. El 1965 protagonitzaria la pel·lícula El somiador rebel de Jack Cardiff; aquesta pel·lícula era una biografia del dramaturg irlandès Sean O'Casey, i havia d'haver estat dirigida per John Ford, però per problemes de salut no la va poder realitzar.
El 1967 protagonitzaria Hotel, de Richard Quine, fent el paper de Peter McDermot, que anys més tard faria de James Brolin en la famosa sèrie de televisió Hotel. També el 1967 va interpretar Chuka, pel·lícula del veterà director Gordon Douglas, produïda pel mateix Taylor, en la qual l'actor va interpretar Chuka, un ràpid pistoler que sacrificaria la seva vida per amor.
El 1973 va realitzar el seu últim paper important a la pantalla gran, a la pel·lícula Els lladres de trens, de Burt Kennedy, en la qual compartia cartell amb John Wayne, Ben Johnson, Ann-Margret i Ricardo Montalbán.
La fama que no va poder recuperar en el cinema, li donaria la televisió durant la dècada de 1980, quan va protagonitzar una sèrie sobre la Guerra Freda titulada Masquerade. Des de llavors va aparèixer en importants sèries com a estrella convidada i en algun cameo cinematogràfic.

## Filmografia
- King of the Coral Sea (1953) (debut)
- Long John Siver (1954)
- Top Gun (1955)
- World Without End (1956)
- The Catered Affair (1956)
- Gegant (Giant) (1956)
- L'arbre de la vida (Raintree County) (1957)
- Taules separades (Separate Tables) (1958)
- Ask Any Girl (1959)
- La màquina del temps (The Time Machine) (1960)
- 101 dàlmates (One Hundred and One Dalmatians) (1961) (veu)
- Els ocells (The Birds) (1963)
- A Gathering of Eagles (1963)
- Hotel International (The V.I.P.s) (1963)
- Sunday in New York (1963)
- Fate Is the Hunter (1964)
- 36 Hours (1965)
- El somiador rebel (Young Cassidy) (1965)
- The Liquidator (1965)
- Do Not Disturb (1965)
- The Glass Bottom Boat (1966)
- Hotel (1967)
- Chuka (1967)
- Dark of the Sun (titulada tb. The Mercenaries) (1968)
- The High Commissioner (titulada tb. Nobody Runs Forever) (1968)
- Zabriskie Point (1970)
- Darker Than Amber (1970, com Travis Magee
- Family Flight (1972) (TV)
- Els lladres de trens (The Train Robbers) (1973)
- Trader Horn (1973)
- The Deadly Trackers (1973)
- A Matter of Wife... And Death (1976)
- The Picture Show Man (1977)
- Cry of the Innocent (1980)
- Marbella, un golpe de cinco estrellas (1985)
- Time Machine: The Journey Back (1993) (curt)
- Point of Betrayal (1995)
- Welcome to Woop Woop (1998)
- The Warlord: Battle for the Galaxy (1998) (TV)
- KAW (2007)
- Maleïts malparits (Inglourious Basterds) (2009)

## Televisió
- The Twilight Zone (1959)
- Hong Kong (1960)
- Bearcats! (1971)
- The Oregon Trail (1976)
- Masquerade (1983)
- Outlaws (1986)

També va aparèixer en:
- Playhouse 90
- Walker, Texas Ranger
- S'ha escrit un crim
- Falcon Crest